# Spilosoma elongata
Spilosoma elongata là một loài bướm đêm thuộc phân họ Arctiinae, họ Erebidae.